# Creepin'
"Creepin'" é uma canção do produtor musical estadunidense Metro Boomin, do cantor canadense the Weeknd e do rapper de Atlanta, 21 Savage. Foi enviada para rhythmic contemporary e contemporary hit radio através da Republic Records e Boominati Worldwide como o primeiro single do segundo álbum de estúdio de Metro, Heroes & Villains, em 13 de Dezembro de 2022. É um remake de "I Don't Wanna Know" (2004) de Mario Winans com Enya e P. Diddy, que, por sua vez, utiliza samples de "Boadicea" de Enya (1987). O próprio Winans voltou a contribuir para a música como um backing vocal junto com o rapper Travis Scott. O próprio Diddy também se juntaria aos artistas em um remix da música em 17 de março de 2023.

## Antecedentes e composição
The Weeknd e Mario Winans já haviam colaborado anteriormente na faixa-título do quarto álbum de estúdio, After Hours (2020), em que Winans co-escreveu e coproduziu. The Weeknd enviou uma mensagem para Winans no Instagram após o lançamento de "Creepin '" e Winans também parabenizou Metro pelo lançamento de seu álbum, Heroes & Villains. Após o lançamento, a faixa instantaneamente provou ser a faixa de maior sucesso comercial do álbum.

## Recepção critica
Brady Brickner-Wood do Pitchfork apontou a faixa como um excelente exemplo da capacidade do Metro de pensar fora da caixa "sem sacrificar a base do que torna sua música tão atraente em primeiro lugar". Jason Lipshutz, da Billboard, considerou a música uma faixa de destaque no álbum devido ao Metro se envolver "em alguns exercícios divertidos de gênero" e "alegremente" recriar "I Don't Wanna Know".

## Faixas e formatos
Download digital e streaming
1. "Creepin'" (remix com The Weeknd, Diddy e 21 Savage) – 3:52

Download digital e streaming
1. "Creepin'" (remix com The Weeknd, Diddy e 21 Savage) – 3:52
2. "Creepin'" (com Weeknd e 21 Savage) – 3:41
3. "Creepin'" (instrumental) – 3:41
4. "Creepin'" (remix e vídeo musical) – 4:20

CD
1. "Creepin'" (remix com the Weeknd, Diddy e 21 Savage) – 3:52
2. "Creepin'" (com the Weeknd e 21 Savage) – 3:41
3. "Creepin'" (instrumental) – 3:41

## Desempenho nas paradas musicais
| Tabela musical (2022-2023)                        | Melhor posição |
| ------------------------------------------------- | -------------- |
| Billboard Global 200                              | 3              |
| África do Sul (Billboard)                         | 3              |
| Alemanha (Media Control Charts)                   | 10             |
| Austrália (ARIA)                                  | 7              |
| Áustria (Ö3 Austria Top 40)                       | 13             |
| Bélgica (Ultratop 50 de Flandres)                 | 13             |
| Bélgica (Ultratop 50 de Valônia)                  | 2              |
| Canadá (Canadian Hot 100)                         | 1              |
| Canadá (CHR/Top 40 Billboard)                     | 2              |
| Canadá (Hot AC Billboard)                         | 13             |
| Chéquia (Singles Digitál Top 100)                 | 7              |
| Croácia (Billboard)                               | 14             |
| Dinamarca (Tracklisten)                           | 3              |
| Eslováquia (Rádio Top 100)                        | 45             |
| Eslováquia (Singles Digitál Top 100)              | 4              |
| Estados Unidos (Billboard Hot 100)                | 3              |
| Estados Unidos (Adult Contemporary Billboard)     | 28             |
| Estados Unidos (Adult Top 40 Billboard)           | 6              |
| Estados Unidos (Dance/Mix Show Airplay Billboard) | 8              |
| Estados Unidos (Hot R&B/Hip-Hop Songs Billboard)  | 1              |
| Estados Unidos (Mainstream Top 40 Billboard)      | 2              |
| Estados Unidos (R&B/Hip-Hop Airplay Billboard)    | 9              |
| Estados Unidos (Rhythmic Billboard)               | 9              |
| Filipinas (Billboard)                             | 17             |
| Finlândia (Suomen virallinen lista)               | 14             |
| França (SNEP)                                     | 8              |
| Grécia Internacional (IFPI)                       | 1              |
| Hungria (Single Top 100)                          | 36             |
| Hungria (Stream Top 40)                           | 11             |
| Irlanda (IRMA)                                    | 8              |
| Islândia (Plötutíðindi)                           | 2              |
| Itália (FIMI)                                     | 37             |
| Líbano (Lebanese Top 20)                          | 2              |
| Lituânia (AGATA)                                  | 1              |
| Luxemburgo (Billboard)                            | 3              |
| Malásia (Billboard)                               | 1              |
| Malásia Internacional (RIM)                       | 1              |
| MENA (IFPI)                                       | 2              |
| Nigéria (TurnTable Top 100)                       | 72             |
| Noruega (VG-lista)                                | 7              |
| Nova Zelândia (Recorded Music NZ)                 | 6              |
| Países Baixos (Dutch Top 40)                      | 2              |
| Países Baixos (Single Top 100)                    | 7              |
| Polónia (Polish Airplay Top 100)                  | 2              |
| Polónia (Polish Streaming Top 100)                | 25             |
| Portugal (AFP)                                    | 4              |
| Reino Unido (OCC)                                 | 7              |
| Roménia (Billboard)                               | 2              |
| Rússia Airplay (TopHit)                           | 1              |
| Singapura (RIAS)                                  | 1              |
| Suécia (Sverigetopplistan)                        | 8              |
| Suíça (Schweizer Hitparade)                       | 6              |
| Ucrânia (TopHit)                                  | 6              |
| Suriname (Nationale Top 40)                       | 5              |
| Vietname (Vietnam Hot 100)                        | 27             |

## Certificações e vendas
| Região                                                                                               | Certificação | Unidades/vendas |
| --- | ------------ | --------------- |
| Bélgica (BEA)                                                                                        | Ouro         | 20 000‡         |
| Canadá (Music Canada)                                                                                | 3× Platina   | 240 000‡        |
| Dinamarca (IFPI Danmark)                                                                             | Ouro         | 45 000‡         |
| Estados Unidos (RIAA)                                                                                | Platina      | 1 000 000‡      |
| França (SNEP)                                                                                        | Ouro         | 100 000‡        |
| Itália (FIMI)                                                                                        | Ouro         | 50 000‡         |
| Nova Zelândia (RMNZ)                                                                                 | Ouro         | 15 000‡         |
| Polónia (ZPAV)                                                                                       | Ouro         | 25 000‡         |
| Portugal (AFP)                                                                                       | Platina      | 10 000‡         |
| Reino Unido (BPI)                                                                                    | Ouro         | 400 000‡        |
| Streaming                                                                                            |              |                 |
| Grécia (IFPI Greece)                                                                                 | 2× Platina   | 4 000 000‡      |
| *vendas baseadas apenas na certificação ‡vendas+valores de streaming baseados apenas na certificação |              |                 |

## Histórico de lançamento
| País           | Data                  | Formato                    | Versão(ões) | Gravadora              | Ref.          |
| -------------- | --------------------- | -------------------------- | ----------- | ---------------------- | ------------- |
| Estados Unidos | 5 de Dezembro de 2023 | Rhythmic contemporary      | Original    | Boominati Republic     | [ 58 ] [ 59 ] |
| Estados Unidos | 5 de Dezembro de 2023 | Contemporary hit radio     | Original    | Boominati Republic     | [ 58 ] [ 59 ] |
| Itália         | 27 de Janeiro de 2023 | Radio airplay              | Original    | Universal Music Itália | [ 60 ]        |
| Mundo          | 17 de Março de 2023   | Digital download streaming | Remix       | Boominati Republic     | [ 61 ] [ 62 ] |
| Estados Unidos | 20 de Março de 2023   | CD single                  | Remix       | Boominati Republic     | [ 63 ]        |